# 每日新闻报 (瑞典)
《每日新闻报》（瑞典語：Dagens Nyheter）是1864年創辦於瑞典的日報，由邦尼爾集團發行。

## 外部連結
- 官方网站